# 아비달마대비바사론

기원전 176년에서 서기 30년 동안 중앙아시아를 통한 월지의 이주도

《아비달마대비바사론》(阿毘達磨大毘婆沙論, 산스크리트어: Abhidharmamahāvibhāṣā Śāstra, Abhidharma-mahā-vibhāṣā-śāstra, 영어: Treatise of the Great Commentary on the Abhidharma, K.952, T.1545)은 부파불교의 설일체유부의 근본 논서인 가다연니자(迦多衍尼子)의 《아비달마발지론》(阿毘達磨發智論)을 토대로 이 논서를 주석하는 형태로 이루어진 총 200권의 방대한 분량의 논서로, 설일체유부의 교학을 상세하게 설명하고 있을 뿐 아니라 다른 부파와 외도의 교의를 비판하기 위해 그들의 교의를 포함하고 있으며 더불어 불교의 발전사까지 전하고 있기 때문에 불교의 백과사전과 같은 논서이다.
줄여서 《대비바사론》(大毘婆沙論),《대비바사》(大毘婆沙),《비바사론》(毘婆沙論),《바사론》(婆沙論),《바사》(婆沙),《신바사》(新婆沙),《신역바사》(新譯婆沙)라고 한다.

## 성립 연대
전통에 따르면, 불멸 후 400년 초, 기원후 100년~150년에 북인도의 건타라국(健駄羅國, 가습미라국, Kaśmīra, 월지국)의 가니색가왕(迦膩色迦王, Kaniṣka)의 후원 아래 이루어진 제4차 결집 때 협존자(脇尊者, Pārśva)를 비롯하여 법구(法救) · 묘음(妙音) · 세우(世友) · 각천(覺天) 등의 논사를 포함한 500명의 대아라한이 가습미라(카슈미르)에 함께 모여 12년에 걸쳐 완성하였다.
성립 연대에 대한 이 전통적인 설의 진실성을 반박하는 주장들이 있는데, 이 논서의 제114권에 '昔健馱羅國迦膩色迦王'(석건타라국가니색가왕: 옛날 건타라국의 가니색가왕)이라는 표현이 있어 이에 근거하여 가니색가왕 이후에 성립된 것이라는 주장들이 있다.

## 주석서와 한역본
중국 당(唐)나라 때 현장(玄奘)이 656년 8월에서 659년 7월 사이에 한역하였다. 이 논서의 주석서는 없으며, 이역본으로 시타반니(尸陀槃尼)가 저술하고 승가발징(僧伽跋澄)이 383년 경에 번역한 《비바사론》(鞞婆沙論, K.971, T.1547)  14권과 북량의 부타발마(浮陀跋摩)와 도태(道泰)가 437~439년에 함께 번역한 《아비담비바사론》(阿毘曇毘婆沙論, K.951, T.1546) 60권이 있다. 이 두 논서 중 《아비담비바사론》은  원래 100권이었는데 439년의 정치적 혼란기에 유실되었다가 이후 60권으로 부분 복원된 것으로, 《구바사》(舊婆沙)라고 불리며, 이 논서 즉 《아비달마대비바사론》의 111권 이전 부분의 내용에 해당한다.
《비바사론》《아비담비바사론》《아비달마대비바사론》의 세 논서에 분량 차이가 있는 이유는 이들이 같은 텍스트를 번역한 것이 아니라 '비바사론'(vibhāṣā)이라고 하는 설일체유부의 아비달마 코퍼스(corpus, 집성된 문헌)를 번역한 것이기 때문이다. 말하자면, 장르가 같은 텍스트를 번역한 것이다. 이 세 논서로 미루어 볼 때, 비바사론(vibhāṣā) 즉 설일체유부의 아비달마 텍스트에 최소한 3번의 개정이 있었던 것으로 판단된다.

## 구성과 내용
총200권의 방대한 분량에서도 알 수 있듯이 이 논서는 단순히 《아비달마발지론》의 주석에 그치지 않으며, 설일체유부의 교의뿐 아니라 부파불교의 여러 부파의 교의와 불교의 발전사까지 전하기 때문에 흔히 불교의 백과사전이라 불린다. 이 논서에서 비판하는 외도로는 수론(數論, 샹캬 학파) · 승론(勝論, 바이셰시카 학파) · 명론(明論, 베다, 브라만교) · 순세론(順世論, 인도 유물론, 쾌락주의) · 기나교(耆那教, 자이나교, 이계론 離繫論) 등이 있으며, 불교 부파로는 법밀부(法密部, 법장부 法藏部) · 화지부(化地部, 미사색부 彌沙塞部) · 음광부(飮光部, 선세부 善歲部) · 독자부(犢子部) · 대중부(大衆部) · 분별론자(分別論者, 분별설부 分別說部, 상좌부 불교 또는 그 별도의 일파) · 비유사(譬喩師, 경량부 經量部) 등이 있다. 당연히, 비판을 위해 이들의 교의를 수록하고 있다.
전체 내용은 가장 마지막 부분인 가타(伽陀) 납식을 제외하면, 8온(八蘊) 43납식(四十三納息)으로 구성되어 있다. 즉, 8장 43절로 이루어져 있다. 아비달마 8건도(八犍度), 즉 잡(雜) · 결(結) · 지(智) · 업(業) · 대종(大種) · 근(根) · 정(定) · 견(見) 등을 각 온(蘊, skandha, 분단 分段) 즉 건도(犍度, khaṇḍa,  skandha) 즉 장(章)으로 한 뒤, 다시 각 온을 여러 부분의 납식(納息, varga, 구분 區分) 즉 절(節)로 나누어 논의를 전개하고 있다.

## 같이 보기
- 제4차 불전결집